# Fräulein Wirbelwind
Fräulein Wirbelwind ist eine US-amerikanische Filmkomödie aus dem Jahr 1935 von Sam Taylor mit Robert Young und Evelyn Venable in den Hauptrollen. Der Film wurde von Metro-Goldwyn-Mayer in Zusammenarbeit mit den Hal Roach Studios produziert.

## Handlung
Der Präsident des renommierten Kaufhauses Spear, R. D. Spear, und sein Sohn John haben sich der Bewahrung der Familientradition der „unsterblichen Würde des Handelsunternehmens“ verschrieben. R. D. und John sind in jeder geschäftlichen Angelegenheit gewissenhaft und ihrem Motto „immer würdig“ treu. Sie sind stolz auf ihren erlesenen Geschmack und ihre intellektuellen Bestrebungen. Als sie eine Nachricht erhalten, die die Ankunft von Johns eigensinnigen Bruder Tony ankündigt, der mit seinem Boot „Vagabond Lady“ Abenteuer im Orient erlebt, treffen sie Vorkehrungen, um sicherzustellen, dass er von den vornehmen Ladenkunden ferngehalten wird. 
Spiggs Spiggins, der ständig betrunkene Hausmeister, ist ein alter Schulkamerad des Kaufhauspräsidenten. Obwohl R. D. droht, ihn wegen seiner Trunksucht zu feuern, kann er sich nicht dazu durchringen. Während Tony weg war, war Spiggs Tochter Josephine, ebenfalls eine Ladenangestellte und allgemein Jo gerufen, mit John zusammen, der ihr einen Heiratsantrag gemacht hat. Als der unbekümmerte Tony schließlich direkt vom Hafen eintrifft, versetzt er seine Familie in Panik, da er den ruhigen Betrieb des Ladens durch seine Lautstärke und seine ungehobelten Manieren stört. Obwohl Jo, die früher an Tonys jugendlichen Eskapaden teilnahm, sich jetzt als kultivierte Frau darstellt, ist sie immer noch in der Lage, die Spontaneität und Lebensfreude des jungen Mannes zu schätzen. John jedoch meidet Tonys rücksichtslosen Lebensstil und besteht darauf, dass sie alle eine Opernaufführung statt eines Zirkus besuchen.
Als Tony John am nächsten Tag erzählt, dass er Jo in den Zirkus statt in die Oper mitgenommen hat, erzählt John ihm, dass er ihr einen Heiratsantrag gemacht hat. John bittet Tony um Hilfe, Jo davon zu überzeugen, dass er, obwohl er weniger kultivierten Aktivitäten nachgeht, tatsächlich an die Tugenden von „Ausgeglichenheit, Kultur und Würde“ glaubt. Tony kommt seinem Bruder entgegen, aber als er Jo zu einer langweiligen Vorlesung mitnimmt, widersetzt sie sich seinem neu entdeckten Interesse an intellektuellen Beschäftigungen und besteht darauf, dass er ihr sein Boot zeigt. Später verkündet Jo zur Freude ihres Vaters, dass sie den spießigen John doch nicht heiraten wird. Sie ändert jedoch bald ihre Meinung, als Tony sie bei einer Tauchvorführung in Verlegenheit bringt. Daraufhin nimmt sie Johns Heiratsantrag an. Tony ist über die Neuigkeiten von Jos Heiratsplänen verärgert und sticht in See, wo ihn nur der betrunkene Spiggs begleitet, der sich weigert, seine Tochter bei ihrer Hochzeit in Westport an John zu übergeben. Tony glaubt, das Richtige zu tun und beschließt, Spiggs an Bord seines Bootes zu behalten, bis er ihn nüchtern machen und zur Hochzeit bringen kann. Doch als Jo kommt, um ihren Vater abzuholen, missversteht sie Tonys Motive und glaubt, dass er versucht, ihre Hochzeit zu sabotieren. 
Da es Jo nicht gelingt, ihren Vater vom Boot zu holen, bleibt sie bei ihm, als Tony bei schlechtem Wetter in See sticht. Auf See geraten Jo und Tony heftig in Streit, beenden ihren Streit jedoch mit einer Umarmung und gestehen sich ihre Liebe. Als Jo am nächsten Tag Tonys Abwesenheit bemerkt, glaubt sie, er habe sie verlassen und beschließt, ihre Hochzeitspläne durchzuziehen. In der Zwischenzeit eilt Tony nach Westport, um die Hochzeit zu verhindern. Gerade als das Brautpaar das Ehegelübde ablegen will, unterbricht Tony die Zeremonie und überzeugt John, dass Jo keine geeignete Braut für ihn sei. Tony entführt Jo, um sie selbst zu heiraten.

## Hintergrund
Gedreht wurde der Film von Anfang Februar bis zum 6. März 1935 in den Hal-Roach-Studios in Culver City. Der Kinostart in den USA erfolgte am 3. Mai 1935.
Vor der Premiere veröffentlichte Nachrichten deuten darauf hin, dass die Produktion Mitte Februar aufgrund einer Grippeerkrankung von Regisseur Sam Taylor unterbrochen wurde. Während dieser Zeit sprang Ed Bernoudy für Taylor ein. In einem Presseartikel vom 26. Januar heißt es, dass Schauspieler Frank Craven den erkrankten Joseph Cawthorn ersetzte. Laut dem Artikel wurde sämtliches Filmmaterial mit Cawthorn gestrichen.
Aus den Dokumenten zum Film in der MPAA/PCA-Sammlung der AMPAS-Bibliothek geht hervor, dass die Production Code Administration (PCA) die Hal Roach Studios im Dezember 1934 darüber informierte, dass das Drehbuch eine Reihe „anstößiger Details“ enthalte. Das Studio wurde aufgefordert, jeden „Anschein von Verweichlichung im Aussehen oder Benehmen des Dieners“ zu entfernen, das Wort „Tramp“ zu streichen, den Anschein von Brutalität beim Dreh einer Kampfszene zu vermeiden und beim Drehen von „längeren oder leidenschaftlichen Küssen“ vorsichtig zu sein.
Verantwortliche Toningenieure waren Oscar Lagerstrom, Elmer Raguse und William Randall. Paul Eagler und Irving Klein schufen die visuellen Effekte. William H. Ziegler arbeitete als Schnittassistent.

## Kritiken
Frank S. Nugent beschrieb den Film in der The New York Times als eine Art fröhliche und lebhafte Komödie, die sich zu dieser Jahreszeit, wenn einem die Hitze den Verstand raube und die Straßen trotz des Sonnenscheins neblig aussehen, besonders gut für die Aufführung eigne. Frank Butler verdiene Applaus dafür, dass er eine Standardhandlung in eine schaumige, brodelnde und funkelnde Farce verwandelt habe. Und nicht wenig Anerkennung gebühre einer Besetzung, die in einer fröhlich-komischen Stimmung zu sein scheine. Die Geschichte werde schnell und unterhaltsam erzählt.